# Le Journal maudit de Soïchi
Ne pas confondre avec Le Journal de Soïchi, autre manga de Junji Itō.
Le Journal maudit de Soïchi (双一の呪いの日記, Sōichi no Noroi no Nikki) est un recueil de shōjo mangas de Junji Itō, prépubliés dans le magazine Monthly Halloween entre mai 1992 et mai 1995 puis publiés par Asahi Sonorama en un volume relié sorti en mars 1998. La version française a été éditée par Tonkam dans la collection « Frissons » en un tome sorti en mai 2009.
Ce recueil fait partie de la « Itoh Junji Kyofu Manga Collection », publié sous le no 6 au Japon et no 5 en France.

## Sommaire
Les Caprices et malédictions de Soïchi (双一の勝手な呪い, Sōichi no Katte na Noroi)
La Chambre aux quadruples portes (四重壁の部屋, Shijuu Kabe no Heya)
Le Cercueil (棺桶, Kanoke)
Les Rumeurs (噂, Uwasa)
Le Mannequin (ファッションモデル, Fashion Model)

## Publication
| no | Japonais       | Japonais       | Français       | Français          |
| no | Date de sortie | ISBN           | Date de sortie | ISBN              |
| -- | -------------- | -------------- | -------------- | ----------------- |
| 1  | 1er mars 1998  | 978-4257903185 | 6 mai 2009     | 978-2-7595-0092-5 |

### Première parution
1. ↑  Monthly Halloween, février 1995.
2. ↑  Monthly Halloween, mars 1995.
3. ↑  Monthly Halloween, avril 1995.
4. ↑  Monthly Halloween, mai 1995.
5. ↑  Monthly Halloween, mai 1992.

### Édition japonaise
Asahi Sonorama
1. 1 2  (ja) « Tome 1 », sur amazon.co.jp.

### Édition française
Tonkam
1. 1 2  (fr) « Tome 1 ».